# Jaime Meregalli
Jaime Meregalli (Montevideo, 10 de diciembre de 1911-14 de junio de 1982) fue un militar uruguayo dedicado a la aviación. Tuvo un rol fundamental en la creación del Museo Nacional de Aviación en 1954, del cual fue su primer director, y que hoy lleva su nombre.

## Biografía

### Carrera militar
El 1 de febrero de 1937 egresó de la Escuela Militar con el grado de Alférez de Infantería. Durante un año se desempeñó en esta arma y en 1938 se incorporó a la Escuela Militar de Aeronáutica cursando las primeras clases de pilotaje que se brindaban en Pando. A fines de 1938 recibió su brevet elemental y en 1939 tomó el Curso de Aplicación a través del cual logró en diciembre de ese año su Brevet N.º 55 de Piloto Aviador Militar.
Prestó servicios en distintas unidades Aeronáuticas como Oficial Subalterno, volando los aviones biplanos que eran construidos con tela y madera, hasta que arribaron los primeros aviones metálicos al país. Por esa época se destacó en el atletismo nacional y regional, participando en competencias como nadador, clavadista y pentatleta. Logró ser campeón nacional veintitrés veces y sudamericano en tres. En 1944, mientras brindaba instrucción de vuelo a un alumno sufrió un accidente, que lo mantuvo alejado de la actividad deportiva y militar. Aunque quedó con secuelas en una de sus piernas, volvió a la actividad al año siguiente. Fue nombrado como agregado militar adjunto a la embajada uruguaya en los Estados Unidos, mientras ostentaba el grado de Capitán. Allí recibió instrucción en la Air Tactical School de la Base de la Fuerza Aérea Tyndall ubicada en la Florida y regresó a Uruguay a fines de 1949.

### Museo Aeronáutico

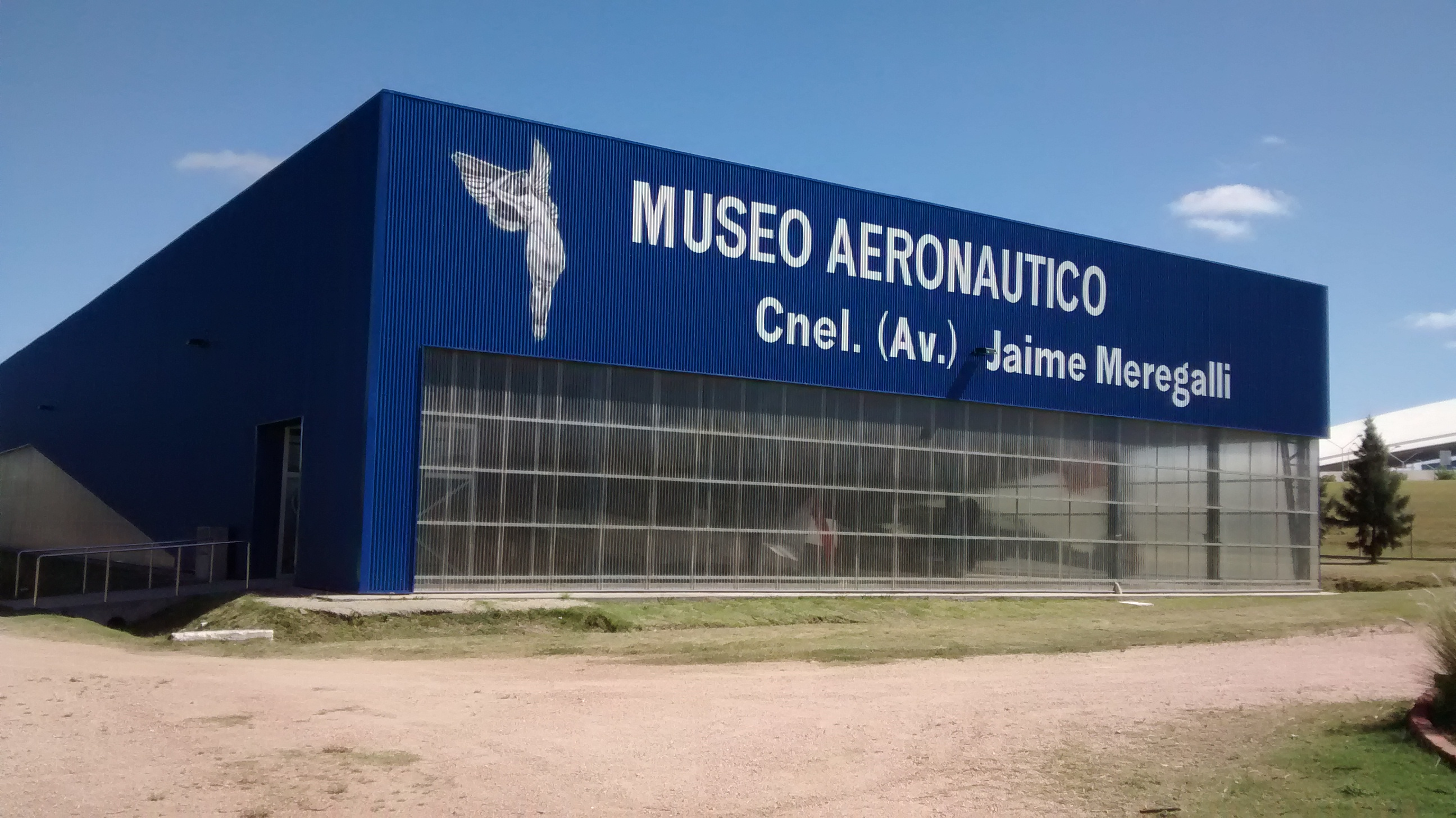
Vista frontal del hangar del Museo Aeronáutico "Coronel (Aviador) Jaime Meregalli".

Comenzó por estos años a almacenar textos, documentos y fotografías, entre otros, referidos a la historia de la aeronáutica que se fueron acrecentando con el tiempo. En 1950 es ascendido a Mayor y fue nombrado subdirector de la Dirección General de Talleres, Almacenes Generales y Servicios, lo que le permitió mayor facilidad para almacenar su colección. Dos años más tarde logra el grado de Teniente Coronel en funciones en la Dirección General de la Aeronáutica Militar. Esa Dirección se convirtió el 4 de diciembre de 1953 en la Inspección General de la Fuerza Aérea, la cual se encontraba en un edificio en las calles Uruguay y Yí, donde Meregalli instaló su colección.
Finalmente, el 18 de agosto de 1954 fue fundado el Museo Nacional de Aviación, con la colección de Meregalli como un aporte fundamental a su acervo. Jaime Meregalli fue nombrado ese mismo día para desempeñarse como el director de la recién creada institución. Fue ascendido a Coronel el 1.º de febrero de 1955, para desempeñar tareas en la Inspección General de la Fuerza Aérea. No obstante, mantuvo su cargo de director del museo, el cual se trasladó a la Base Aérea N° 1, teniendo una inauguración oficial el 23 de octubre de 1956. En agosto de 1957 organizó una importante exposición aeronáutica que tuvo lugar en la explanada del Palacio Municipal de Montevideo y se extendió por 45 días. En noviembre de ese año estuvo al frente de la delegación uruguaya de la Exposición y Semana Aeronáutica en la ciudad de Buenos Aires, exponiendo una parte de las obras alojadas en el museo.
Ante la escasez de espacio en el anfiteatro de la Base de Carrasco para alojar y exponer las donaciones que iban llegando al museo, gestionó ante César Grauert y el Concejo Departamental de Montevideo la instalación de una nueva sede de la institución que fue posible gracias a la cesión de cinco pabellones de la Exposición Nacional de la Producción, ubicada sobre la Avenida Centenario de Montevideo (actualmente llamada Dámaso A. Larrañaga). El 24 de febrero de 1959 tuvo lugar su ceremonia de reinauguración, que coincidió con el decreto del Poder Ejecutivo, que definió que a partir de entonces el museo fuera llamado "Museo Aeronáutico". Meregalli continuó impulsando la mejora y ampliación del museo, que tuvo una serie de mudanzas posteriores y debió atravesar por distintos apremios económicos.
En el marco de su labor en la preservación e investigación de la historia de la aeronáutica nacional, publicó en 1974 un libro en colaboración con el también militar e historiador Carlos Leonel Bernasconi titulado "Aportes para la historia de la Fuerza Aérea Uruguaya".